# Jiří III. z Lichtenštejna
Jiří III. z Lichtenštejna-Mikulova (německy Georg von Liechtenstein-Nicolsburg, italsky Giorgio di Liechtenstein, kolem roku 1360 Mikulov – 20. srpna 1419 Sporminore) byl moravský šlechtic z rodu Lichtenštejnů a v letech 1390 až 1419 tridentský kníže-biskup.

## Životopis

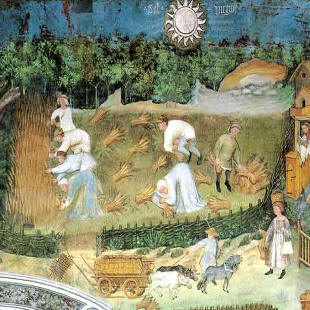
Srpen z cyklu fresek v hradu Buonconsiglio Ciclo dei mesi, vytvořil český umělec Mistr Václav na zakázku Jiřího z Lichtenštejna.

Jiří z Lichtenštejna se narodil kolem roku 1360 v jihomoravském Mikulově jako potomek šlechtického rodu Lichtenštejnů. Studoval práva na Vídeňské univerzitě.
V roce 1390 byl jmenován knížetem-biskupem tridentským. Během svého úřadování propojil starou část tridentského hradu Buonconsiglio (Castelvecchio) a Orlí věž (Torre Aquila), kterou nechal přestavět a vyzdobit freskami Dvanáct měsíců (Ciclo dei Mesi) českého malíře známého jako Mistr Václav. Jeden z portrétů zřejmě zachycuje podobu samotného knížete-biskupa. Byl to zřejmě také on, kdo nechal zbudovat Sokolí věž (Torre Falco).
Pokusil se vymanit se z poddaného postavení diecéze vůči Tyrolsku, když neuznal spojenectví, nýbrž jen přímou autoritu císaře.
V téže době však došlo k silné ztrátě biskupské moci vzhledem k městu i venkovu. Daňové zatížení a tyrolské vpády v roce 1407 vyústily v revoltu, při které byl schválen koncept obecních stanov. Lichtenštejn doufal v pomoc ze strany Benátské republiky, vzbouřenci však přinutili knížete-biskupa opustit město a za svého lidového vůdce si zvolili Rodolfa Belenzaniho. Bez vnější pomoci však byli 5. července 1409 přemoženi vojsky Fridricha IV. Habsburského.
Jiří z Lichtenštejna měl ovšem s Fridrichem IV. spory, proto se mohl do Tridentu vrátit jen na krátký čas.
5. června 1411 jej Jan XXIII. (vzdoropapež) jmenoval kardinálem, odmítl však slíbit poslušnost papeži Martinovi V.
V roce 1418 se vrátil do Tridentu, ale v následujícím roce byl opět nucen jej opustit a uchýlit se na hrad ve Sporminore, kde 20. srpna 1419 zemřel.